# Hammer Friedenfels

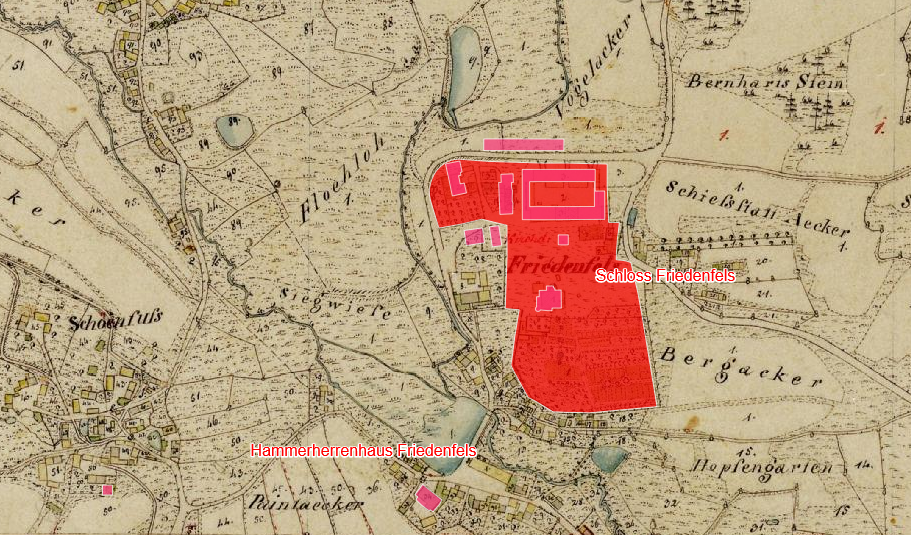
Lageplan des Hammers Friedenfels auf dem Urkataster von Bayern

Der Hammer Friedenfels war ein Eisenhammer in der Gemeinde Friedenfels (Schönfußstraße 1) im Landkreis Tirschenreuth von Bayern. Reste der Anlage sind unter der Aktennummer D-3-77-118-6 als denkmalgeschütztes Baudenkmal unter der Beschreibung „ehem. Hammerherrenhaus, zweigeschossiger, verputzter Massivbau über hohem Kellergeschoss, mit Walmdach und Eckrustizierung, im Kern um 1800“ von Friedenfels verzeichnet.

## Geschichte
Der Eisenhammer lag 240 m südwestlich von Schloss Friedenfels und wurde vom Wasser des Steinwaldbaches, eines rechten Nebenflusses des Heinbachs, betrieben. Die Anlage wurde 1594 als  Blechhammer betrieben und noch 1802 genannt.
In einem Bericht des Johann German Barbing an den Kurfürsten Ferdinand Maria vom 16. Januar 1666 heißt es zum Hammer Friedenfels: „Der Hammer gehört den Notthaft’schen Erben. Er ist gangbar. Wegen des ‚Arztes‘ ist es das Gleiche wie bei Warmenstainach.“ Mit dem Hinweis auf den Hammer Warmensteinach ist gemeint, dass hier auch „Sünter“ verschmiedet wurde.